# EAST ASIA
《EAST ASIA》是日本創作歌手中島美雪的第20張音樂專輯。“EAST ASIA”意為“東亞”。
1992年10月7日由波麗佳音和AARD-VARK以CD、APO-CD和CT3種形式發行。

## 組成
收錄了作為富士電視台系電視劇《致親愛的人》（1992年）的主題曲發售、有百萬銷量的《淺眠》和夜会的主題曲《兩艘船》。

## 排行榜成績與受賞
1992年10月19日周和10月26日周的Oricon專輯排行榜上連續兩週最高獲得第2名，銷量在同年11月23日達到26.4万張。之後在同排行榜上登場了15次，最終銷量為32.4万張。另外，本專輯APO-CD盤成為最高排名第8名的登場次数為3次，銷量達3.3万張。本專輯在1992年度的“第34回日本唱片大賞”中，獲得流行音樂·搖滾樂部門優秀專輯賞。

## 再發盤
2001年5月23日由雅馬哈音樂傳播再次發行，2008年11月5日以初回限定盤的紙Jacket形式再發行。本專輯的波麗佳音版雖然已經停止發行，但包含本專輯在内的通販限定CD盒，正在波麗佳音Shopping Club販售。

## 曲目列表

### CD
| CD       | CD                | CD    |
| 曲序     | 曲目              | 时长  |
| -------- | ----------------- | ----- |
| 1.       | EAST ASIA         | 6:49  |
| 2.       | 糟糕的愛          | 4:39  |
| 3.       | 淺眠              | 5:22  |
| 4.       | 胡枝原野          | 6:35  |
| 5.       | 誕生              | 6:50  |
| 6.       | 不在此處 又向何處 | 4:49  |
| 7.       | 我不是你的妹妹    | 4:39  |
| 8.       | 兩艘船            | 8:13  |
| 9.       | 糸                | 5:08  |
| 总时长： | 总时长：          | 53:04 |

### 卡式錄音帶
| A面      | A面       | A面   |
| 曲序     | 曲目      | 时长  |
| -------- | --------- | ----- |
| 1.       | EAST ASIA | 6:49  |
| 2.       | 糟糕的愛  | 4:39  |
| 3.       | 淺眠      | 5:22  |
| 4.       | 胡枝原野  | 6:35  |
| 5.       | 誕生      | 6:50  |
| 总时长： | 总时长：  | 30:15 |

| B面      | B面               | B面   |
| 曲序     | 曲目              | 时长  |
| -------- | ----------------- | ----- |
| 6.       | 不在此處 又向何處 | 4:49  |
| 7.       | 我不是你的妹妹    | 4:39  |
| 8.       | 兩艘船            | 8:13  |
| 9.       | 糸                | 5:08  |
| 总时长： | 总时长：          | 22:49 |

## 曲目介紹
全作詞、作曲：中島美雪
全編曲：瀨尾一三
弦樂編曲：David Campbell（僅#1）
1. EAST ASIA
  - 中島表示；“‘其實誰都無法說出地球的哪個地方是東方’這種想法很愚蠢，基於此點，我創作了這首詢問自己的‘毛色’是什麼的歌[5]。”
2. 糟糕的愛
  - 中島表示，此歌曲表現了“被誰拉著手臂，還沒來得及判斷就被拉進去”的戀愛[5]。
  - 中島說，這是她很早以前就想做的一首歌。錄音的時候又說：“舌頭轉不過來很辛苦，感覺好像要打結了，在完美之前像一直在說繞口令似的[8]。”
3. 淺眠
  - 富士電視台系電視劇《致親愛的人》主題曲[4]。中島在其中客串了一位名叫南雲律子的女醫生。該電視劇也插入了中島美雪的其他歌曲，如《冷別》、《落在肩上的雨》、《時代》等，其中一部分劇情更是向《南三條》（日語：南三条）致敬。
  - 淡出比單曲版短。
4. 胡枝原野
  - 在去年舉辦的夜会VOL.3 KAN（邯鄲）TAN先一步發表[5]。在夜会中，中島以少年的打扮演唱了本歌曲，專輯版變更了這一點[5]。
5. 誕生
  - 關於本歌曲的主題，中島表示：“在這首歌曲裏最想說的是，對剛誕生的新生命說‘Welcome!’這件事[5]。”
  - 專輯的收錄曲是本歌曲的最初錄音[9]。
  - 東宝映画《奇蹟的山－再見、名犬平治－》（1992年）主題曲。憑藉此電影，中江有裏獲得了中島的提供曲《風之姿》
6. 不在此處 又向何處
  - “有沒有更好的地方呢？” 中島說，這是每個人都有的心情。“‘如果在這裏不行的話，就去別的地方吧’，我從一開始就有這種想法[5]。”
7. 我不是你的妹妹
  - 中島拍拍肩膀說出了如歌曲標題一般的台詞，“想唱出乾脆的聲音”。並表示為了配合这種印象，編曲也是“乾脆的聲音”[5]。
  - 中島在錄音的時候說：“我自己做合聲唱，配合起來很辛苦。我深深地想讓杉本小姐和坪倉小姐[10]無法安心睡覺[11]。”
8. 兩艘船
  - 中島表示曾經一度想要將本歌曲的全體像製作成唱片收錄於本專輯[5]。
  - 作為夜會的主題曲，的讀音是音訊表之外的。之後，中島的第23張錄音室專輯《10 WINGS》（1995年）收錄了她的自翻唱版。
  - 東映映画《霧的子午線》（1996年）主題曲。
  - 富士電視台系電視劇《穿越海峽的小提琴》（2004年）主題曲[12]。
9. 糸
  - 中島表示，本歌曲是以男女構思的差異為主題。身為女性的中島，雖然覺得女性之間的對話比較輕鬆，但是如果和完全不同的男性對話混合在一起，構思就會膨脹[5]。
  - 原本是為了慶祝1992年天理教的4代真柱中山善司（日语：中山善司）（当時的真柱継承者）結婚而創作的歌曲[13]。也是TBS系電視劇《聖者的行進》（1998年）的2首主題曲之一，以及被CUT為雙A面單曲《生命的別名》的A面曲。
  - 由大衛·坎貝爾的妻子瑞文·凱恩（Raven Kane）和The Waters和聲。

## 翻唱
EAST ASIA
- 見EAST ASIA#翻唱

淺眠
- 見淺眠#翻唱

誕生
- 見誕生#翻唱

兩艘船
- 渡邊真知子，（2020年，EP《兩艘船》）

糸
- 見糸#翻唱

## 参与的艺术家
- Vocals：中島美雪

| EAST ASIA - Drums：山木秀夫 - E.Bass：富倉安生 - E.Guitars：今剛 - Pedal Steel Guitar：今剛 - A.Piano：倉田信雄 - Keyboards：倉田信雄 - Programmer：瀬尾一三・浦田惠司(EMU) - Strings：Syd Page Group - Backup Vocal：Akia - Background Vocals：Raven Kane, Julia Waters, Maxine Waters 糟糕的愛 - E.Guitars：今剛 - Keyboards：倉田信雄 - Programmer：瀬尾一三・浦田惠司(EMU) - Alto Sax：古村敏比古 淺眠 - Drums Programmer：青山純 - Synth.Bass：倉田信雄 - E.Guitars：今剛・土方隆行 - A.Piano：倉田信雄 - Keyboards：倉田信雄 - Programmer：瀬尾一三・浦田惠司(EMU) - Backup Vocal：中島美雪 胡枝原野 - Drums：島村英二 - E.Bass：富倉安生 - Keyboards：倉田信雄 - Programmer：瀬尾一三・森達彦(HAM)・浦田惠司(EMU) 誕生 - Drums：山木秀夫 - E.Bass：高水健司 - E.Guitars：今剛 - A.Guitars：吉川忠英 - A.Piano：エルトン永田 - Keyboards：エルトン永田・中西康晴 - Programmer：瀬尾一三・浦田惠司(EMU) - Strings：齊藤毅 Group - BackGround Vocals：杉本和世・山内洋子・瀬尾一三 | 不在此處 又向何處 - Drums：山木秀夫 - E.Bass：美久月千晴 - E.Guitars：今剛 - A.Piano：中西康晴 - Keyboards：倉田信雄 - Programmer：瀬尾一三・浦田惠司(EMU) - Backup Vocal：坪倉唯子・和田惠子 我不是你的妹妹 - Drums：山木秀夫 - Synth.Bass：倉田信雄 - Guitars：鈴木茂 - A.Piano：倉田信雄 - Keyboards：倉田信雄 - Programmer：瀬尾一三・浦田惠司(EMU) - Backup Vocal：中島美雪・瀨尾一三 兩艘船 - Drums：島村英二 - E.Bass：富倉安生 - E.Guitars：鈴木茂 - A.Guitars：吉川忠英 - A.Piano：倉田信雄 - Percussion：齊藤信男 - Keyboards：倉田信雄 - Programmer：中山信彦(Z's)・浦田惠司(EMU) - Strings：Joe's Group - Featuring & Background Vocals：杉本和世・坪倉唯子 糸 - Drums：山木秀夫 - E.Bass：富倉安生 - A.Piano：倉田信雄 - Keyboards：倉田信雄 - Programmer：瀬尾一三・浦田惠司(EMU) - BackGround Vocals：Raven Kane, Julia Waters, Maxine Waters・中島美雪 |